# 돌마면
돌마면(突馬面)은 경기도 광주군에 있었던 행정구역이다. 1577년에 광주목이 생기면서 광주군 돌마면이 되었으나 현재는 폐지되었고, 경기도 성남시 분당구 일부지역과 중원구 일부지역을 관할하고 있다. 1910년 당시 면사무소는 정자리에 있었다. 지금의 분당신도시 영역 일부에 해당된다.
대한제국 때 정자동에 있던 면사무소 청사는 1911년 한때 잠시 정자동 이준구 자택 일부를 임시 청사로 사용했다. 다시 정자리에 건물을 구했던 돌마면 청사는 1929년 이매리(二梅里) 295번지에 건물을 구해 신축 이전했다. 1959년 현재의 이매동 96번지, 후일의 이매동사무소로 이전하였다.

## 행정 구역
| 1914년                | 1914년                                               | 현재          | 현재                                                 |
| 면                    | 리                                                   | 구·읍·면      | 동·리                                                |
| --------------------- | ---------------------------------------------------- | ------------- | ---------------------------------------------------- |
| 광주군 돌마면(突馬面) | 갈현리, 도촌리, 여수리, 하대원리                     | 성남시 중원구 | 갈현동, 도촌동, 여수동, 하대원동                     |
| 광주군 돌마면(突馬面) | 야탑리, 율리, 이매리, 서현리, 분당리, 수내리, 정자리 | 성남시 분당구 | 야탑동, 율동, 이매동, 서현동, 분당동, 수내동, 정자동 |

## 역대 면장
- 이준구(李浚九) 1910년 ~
- 이갑규(李甲珪) 1929년 ~ 1930년 초, 낙생면장에서 전입
- 이택규(李宅珪) 1930년 초 ~
- 이근학(李根學) 1935년 ~ 1940년
- 김현용 1941년 ~
- 이갑규(李甲珪)
- 이봉구(李鳳九) 1945년 8월 16일 ~ ?

## 같이 보기
- 성남시
- 낙생면